# 头状花耳草
头状花耳草（学名：Hedyotis capitellata）为茜草科耳草属下的一个种。

## 扩展阅读
- 維基物種上的相關：头状花耳草